# 지부티의 행정 구역
지부티는 5개 주(프랑스어: région)와 1개 도시로 구성되어 있다. 여기서 20개 구로 다시 나뉜다.
- 알리사비에주
- 아르타주
- 디킬주
- 오보크주
- 타주라주
- 지부티시